# Sabacon viscayanus
Espèce
Sabacon viscayanus est une espèce d'opilions dyspnois de la famille des Sabaconidae.

## Distribution
Cette espèce se rencontre en Espagne dans la cordillère Cantabrique, en France en Nouvelle-Aquitaine en Occitanie en Bretagne et en Normandie et en Grande-Bretagne,.

## Description
Les mâles mesurent de 2,5 à 3,5 mm et les femelles de 3,4 à 4,6 mm.

## Liste des sous-espèces
Selon World Catalogue of Opiliones (16/05/2023) :
- Sabacon viscayanus ramblaianus Martens, 1983
- Sabacon viscayanus viscayanus Simon, 1881

## Systématique et taxinomie
Cette espèce a été décrite par Simon en 1881.
La sous-espèce a été décrite par Martens en 1983.

## Étymologie
Son nom d'espèce lui a été donné en référence au lieu de sa découverte, la Biscaye.
La sous-espèce est nommée en l'honneur de María Rambla Castells.

## Publications originales
- Simon, 1881 : « Arachnides nouveaux ou peu connues des Provinces Basques. » Anales de la Sociedad Española de Historia Natural, vol. 10, p. 127–132 (texte intégral).
- Martens, 1983 : « Europäische Arten der Gattung Sabacon Simon 1879 (Arachnida: Opiliones: Sabaconidae). » Senckenbergiana biologica, vol. 63, no 3/4, p. 265–296.